# الخويمات
الخويمات بلدة صغيرة في جنوب شعبية الجبل الأخضر تبعد عن مدينة البيضاء 135 كم. سميت بالخويمات لوجود مرتفاعات تظهر من بعيد على شكل خيمة[بحاجة لمصدر].

## الشخصيات التاريخية والسكان
الشهيد حسين الجويفي قائد دور البراعصة والدرسة ابان الاستعمار الإيطالي
أبوبكر بوحدوث شخصية تاريخية أيام الدولة العثمانية كان قائد البراعصة في حربهم مع العبيدات 
حرب البراعصة والعبيدات
ألصغير حدوث ..ومنهم // عبد الرازق يونس الصغير ،،محمد الصغير القلنج ..صالح حمد الصغير ..على الصغير.. محمد السيفاط ,,أل أبرهيم الجويفي وعبد الرحيم بوطريف الجويفي محمدعوض الجويفي عثمان عبد القادر الجويفي وأحمد سيف النصر حدوث أدريس سيف ألنصر حدوث 
كل هذه الشخصيات وغيرها أصلها من هذه المنطقة.

## حدود الخويمات
تقع الخويمات على مساحه كبيرة جدا حيث تمتد من طريق المرج - ذروه - المخيلي - التميمي شمالا وتمد إلى الجنوب حتى طريق طبرق - اجدابيا ومن الغرب تحدها جردس والخروبة التابعتين للمرج ومن الشرق جردس البراعصة والقبة وطبرق.
المناطق التابعة للخويمات 
سمالوس - زاوية النيان - مقطوعة حسين الجويفي - سلك بوعسكر - الشبيكة - عقاير الشعفة - البلط - علم الصوان - وهناك مسميات آخرى يطلقها السكان على الأماكن حسب الطبيعة والتكوين.

## الناحية الاقتصادية
وتعتبر مصدر حيوي للثروة الحيوانية من الآبل والأغنام وكما ينشط بها نوعا ما زراعة الحبوب ومصادر المياه فيها هي الأمطار وهي قليلة الهطول في بعض الاعوام ولكن حباها المولى عز وجل بظاهرة وتكوين جيولوجي فريد وذلك بمرور وادي سمالوس وسطها الذي تأتي عبره السيول من المناطق الجبلية الشمالية وتمر عبر الخويمات لتستقر في البلط وهو اشبه ببحيرة كبيرة وسط الصحراء وذلك على عكس المناطق الأخرى والتي تذهب مياهها إلى الشمال لتنتهي في البحر.

## الخدمات العامة
- الطريق معبده بالكامل
- الكهرباء  مغذية المنطقة بالكامل  بخط الكهرباء  ، وكذلك  يوجد بها محرك ديزل لتوليد الكهرباء.
- لا توجد شبكات اتصال الا الريفي.
- لا يوجد إمداد بالماء.
- يوجد عدد 2 مدرسة ابتدائى ،،اعدادى ..ثانوى
- يوجد وحده صحيه
- مركز شرطه متكامل
- مسجد